# Maria Hofen
Maria Hofen, gebürtig  Walli Maria Hoffmann, (* 31. März 1886 in Dresden; † September 1970) war eine deutsche Schauspielerin.

## Leben
Sie erhielt ihre Ausbildung an der Theaterschule Senff-Georgi in Dresden. Ihr Debüt gab sie 1909 als Lady Milford in Kabale und Liebe. Bis 1923 stand sie auf Provinzbühnen, zuletzt fünf Jahre am Alten Theater und am Kleinen Theater in Leipzig.
Seit 1928 wirkte sie in Filmen mit, unter anderem in zwei Biografien um die legendäre Geierwally (1940 und 1956). Maria Hofen arbeitete auch für den RIAS Berlin.

## Filmografie
- 1928: Jahrmarkt des Lebens
- 1930: Susanne macht Ordnung
- 1934: Abschiedswalzer
- 1935: Stützen der Gesellschaft
- 1937: Die Posaune
- 1937: Gordian, der Tyrann
- 1938: Der Maulkorb
- 1938: Mordsache Holm
- 1939: In letzter Minute
- 1939: Die fremde Frau
- 1939: Ihr erstes Erlebnis
- 1940: Die Geierwally
- 1940/53: Gesprengte Gitter
- 1941: Jungens
- 1941: Immer nur Du
- 1942: Die goldene Stadt
- 1943: Paracelsus
- 1943: Münchhausen
- 1943: Gabriele Dambrone
- 1943/47: Jugendliebe
- 1944: Der große Preis
- 1944/50: Die Kreuzlschreiber
- 1945: Wir seh’n uns wieder
- 1949: Die Kuckucks
- 1949: Die Brücke
- 1950: Semmelweis – Retter der Mütter
- 1952: Ich hab’ mein Herz in Heidelberg verloren
- 1954: König Drosselbart
- 1955: Der Major und die Stiere
- 1956: Die Geierwally
- 1956: Wo die alten Wälder rauschen
- 1966: Die Nibelungen, 1. Teil: Siegfried von Xanten
- 1967: Die Nibelungen, 2. Teil: Kriemhilds Rache
- 1967: Das größte Theater der Welt: Pitchi-Poï oder das gegebene Wort (Pitchi-Poï ou La parole donnée)
- 1968: König Richard II.
- 1969: Asternplatz 10 Uhr 6
- 1970: Lieber Erwin
- 1970: Die Barrikade

## Theater
- 1959: Hedda Zinner: Was wäre wenn … (Drögersche) – Regie: Otto Tausig (Volksbühne Berlin)

## Hörspiele
- 1957: Heinz von Cramer: Die Reise nach Italien –  Regie: Heinz von Cramer (RIAS Berlin)
- 1960: Thierry: Pension Spreewitz (Peters neuer Schwarm Carola, Folge 64, Erstsendung 14. Mai 1960) – Regie: Ivo Veit (RIAS Berlin)
- 1960: Thierry: Pension Spreewitz (Herrn Schulzes Herdüberraschung, Folge 76, Erstsendung 26. November 1960) – Regie: Ivo Veit (RIAS Berlin)
- 1960: Thierry: Pension Spreewitz (Beinbruch vor der Hochzeit, Folge 82, Erstsendung 18. Februar 1961) – Regie: Ivo Veit (RIAS Berlin)
- 1960: Adalbert Stifter: Bergkristall (Großmutter) – Regie: Hermann Schindler (RIAS Berlin)
- 1961: Gertrud Schild: Mensch ohne Namen. Ein Erlebnisbericht – Regie: Hanns Korngiebel (RIAS Berlin)